# Sancerre (Weinbaugebiet)

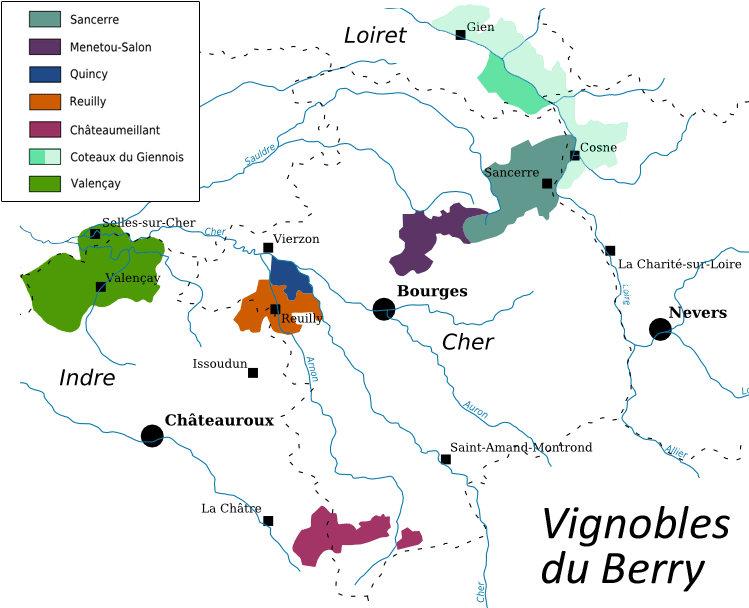
Die Anbaugebiete an der Loire

Sancerre ist ein AOC-zertifiziertes Weinbaugebiet im Département Cher in Frankreich. Es liegt rund um den gleichnamigen Ort Sancerre, vollständig am linken Ufer der oberen Loire gegenüber von Pouilly-Fumé.

## Beschreibung
Auf dem Gebiet von 14 Gemeinden ist der Anbau nach AOC-Regularien freigegeben. Es wird überwiegend Weißwein angebaut, namentlich die Traube Sauvignon Blanc, die den Weinen eine große Reinheit und Eleganz verleihen. Etwa zwanzig Prozent der Fläche sind mit Pinot noir bestockt, aus dem leichte Rotweine mit der Bezeichnung „Sancerre rouge“ und vor allem rassige Rosés erzeugt werden. Andere Rebsorten als die beiden genannten dürfen nicht als AOC-klassifiziert gehandelt werden. Ferner sind die Höchsterträge auf 60 hl/ha für Sauvignon Blanc und auf 55 hl/ha bei Pinot noir festgelegt. Weine, die einem dieser Kriterien nicht entsprechen, werden als Vin de Pays herabgestuft.

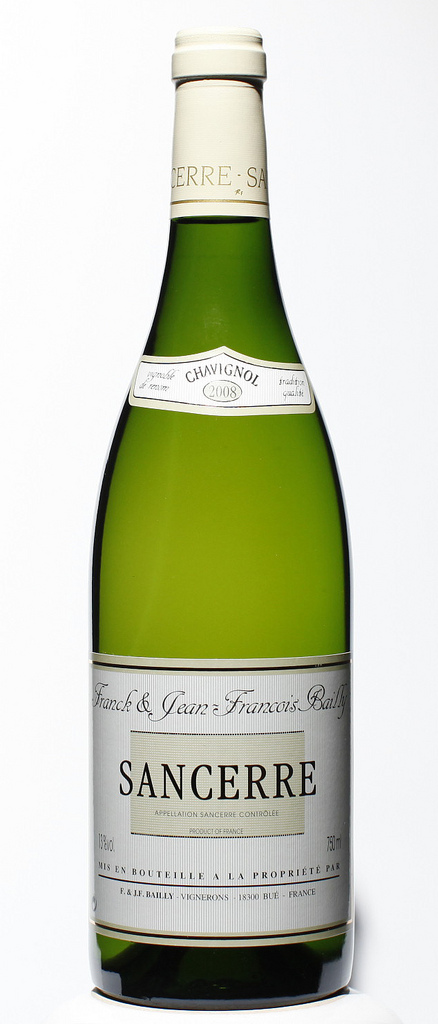
Ein Sancerre, Jahrgang 2008

Weißweine aus dem Sancerre werden seit 1936 als AOC gekennzeichnet, Rotweine seit 1959. Über die Jahre ist das AOC-zertifizierte Anbaugebiet immer größer geworden. Inzwischen (zuletzt am 18. März 1998) hat es sich vervierfacht; im Jahre 2006 betrug die Größe 2600 Hektar. Die Stadt Sancerre liegt auf einem Felsvorsprung aus Kreide, der von den Kreidefelsen von Dover durch die Champagne und Chablis läuft. Eine Reihe von kleinen Tälern bildet Einschnitte in die Kreide, jeder mit ihrem eigenen Boden, Mikroklima und Terroir. Im Osten bestimmen Feuersteine den Charakter, die die Weine mineralisch und langlebig machen. Zwischen der Stadt und dem nordwestlich gelegenen Verdigny, den sogenannten Les Caillottes, besteht der Boden aus Mergel und Kies, deren Weine als besonders fruchtig und gut ausgewogen gelten. Im Südwesten des Anbaugebiets, weit entfernt von der Loire in Richtung Menetou-Salon, auf den kalkigen sogenannten Terres Blanches werden gewichtige und langlebige Weine produziert. Die meisten, aber nicht alle der Sauvignon Blancs werden ohne Holzfassausbau hergestellt.